# Ioanichie Moroi

Protosinghelul Ioanichie Moroi

Mormântul lui Ioanichie Moroi din cimitirul Mănăstirii Sihăstria.

Ioanichie Moroi (n. 1859 – d. 5 septembrie 1944, Mănăstirea Sihăstria) a fost un duhovnic ortodox, stareț al Mănăstirii Sihăstria. 